# Denis Pantis
Dionysos Spiros Pantis dit Denis Pantis (né le 19 avril 1942 à Montréal) est un producteur, réalisateur et homme d'affaires québécois particulièrement actif sur la scène yé-yé pendant les années 1960.

## Biographie
Denis Pantis est né à Montréal en 1942. Dès 1961, il commence une carrière de chanteur sous le nom Danté. Entre 1962 et 1969, Danté sort 14 disques 45 tours et 3 albums 33 tours. Pendant cette même période, il produit et réalise les albums de nombreux artistes.
Il travaille avec des groupes comme les Classels, les Sultans, les Bel Canto, César et les Romains ou les Miladys ou encore avec des artistes tels Renée Martel, Michèle Richard ou Jacques Michel. Il produit de nombreux succès de la chanteuse Michèle Richard qu'elle enregistre selon les suggestions de Pantis dont La plus belle pour aller danser ou Les boîtes à gogo. En 1964, il produit le disque du groupe Les Classels dont la chanson Avant de me dire adieu, écrite par Ben Kaye et Pier Sénécal, connaîtra un succès important.
À l'automne 2002, la chanteuse Ginette Reno a décidé de réenregistrer toutes ses chansons dont les bandes originales sont en possession de Pantis. La chanteuse et le producteur n'ont pas réussi à s'entendre sur une solution pour rééditer la majorité des premiers albums.
En 2020, le documentaire Jukebox : un rêve américain fait au Québec réalisé par Guylaine Maroist et Éric Ruel et portant sur sa carrière pendant les années 1960 lui est consacré.